# Aurora polar

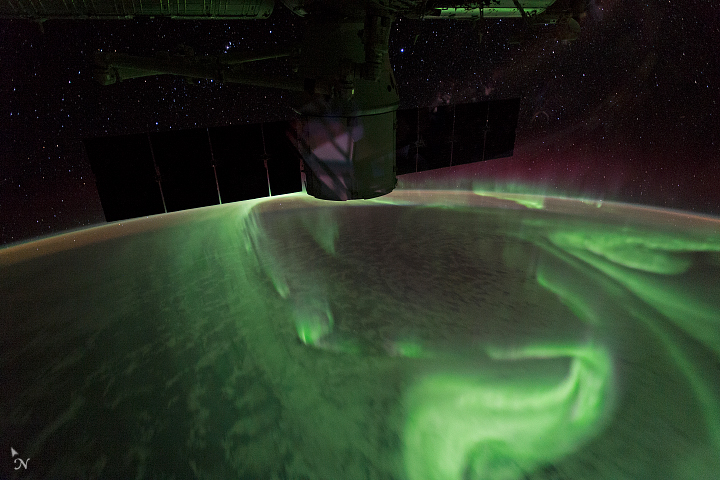
A aurora boreal vista da Estação Espacial Internacional.

Aurora polar, também conhecida como luzes do norte (aurora boreal) ou luzes do sul (aurora austral), é um fenômeno luminoso natural no céu da Terra, observado principalmente em regiões de alta latitude (próximas ao Ártico e Antártica). As auroras exibem padrões dinâmicos de luzes brilhantes que aparecem como cortinas, raios, espirais ou cintilações que cobrem todo o céu.

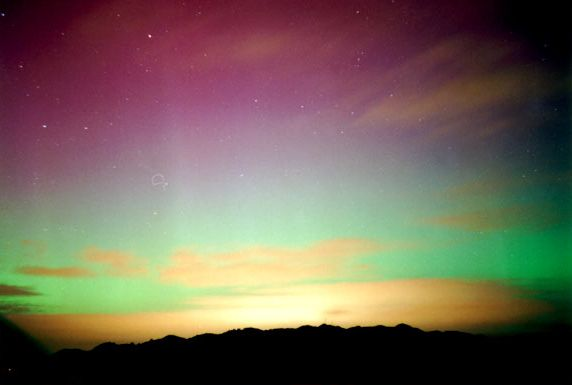
Aurora austral em Wellington, Nova Zelândia

As auroras são resultado de perturbações na magnetosfera terrestre causadas pelo aumento da velocidade do vento solar proveniente de buracos coronais e ejeções de massa coronal. Essas perturbações alteram as trajetórias das partículas carregadas no plasma magnetosférico. Essas partículas, principalmente elétrons e prótons, precipitam-se na atmosfera superior (termosfera/exosfera). A ionização e excitação resultantes dos componentes atmosféricos emitem luz de cores e complexidade variadas. A forma da aurora, que ocorre em faixas ao redor das regiões polares, também depende da quantidade de aceleração transmitida às partículas em precipitação.

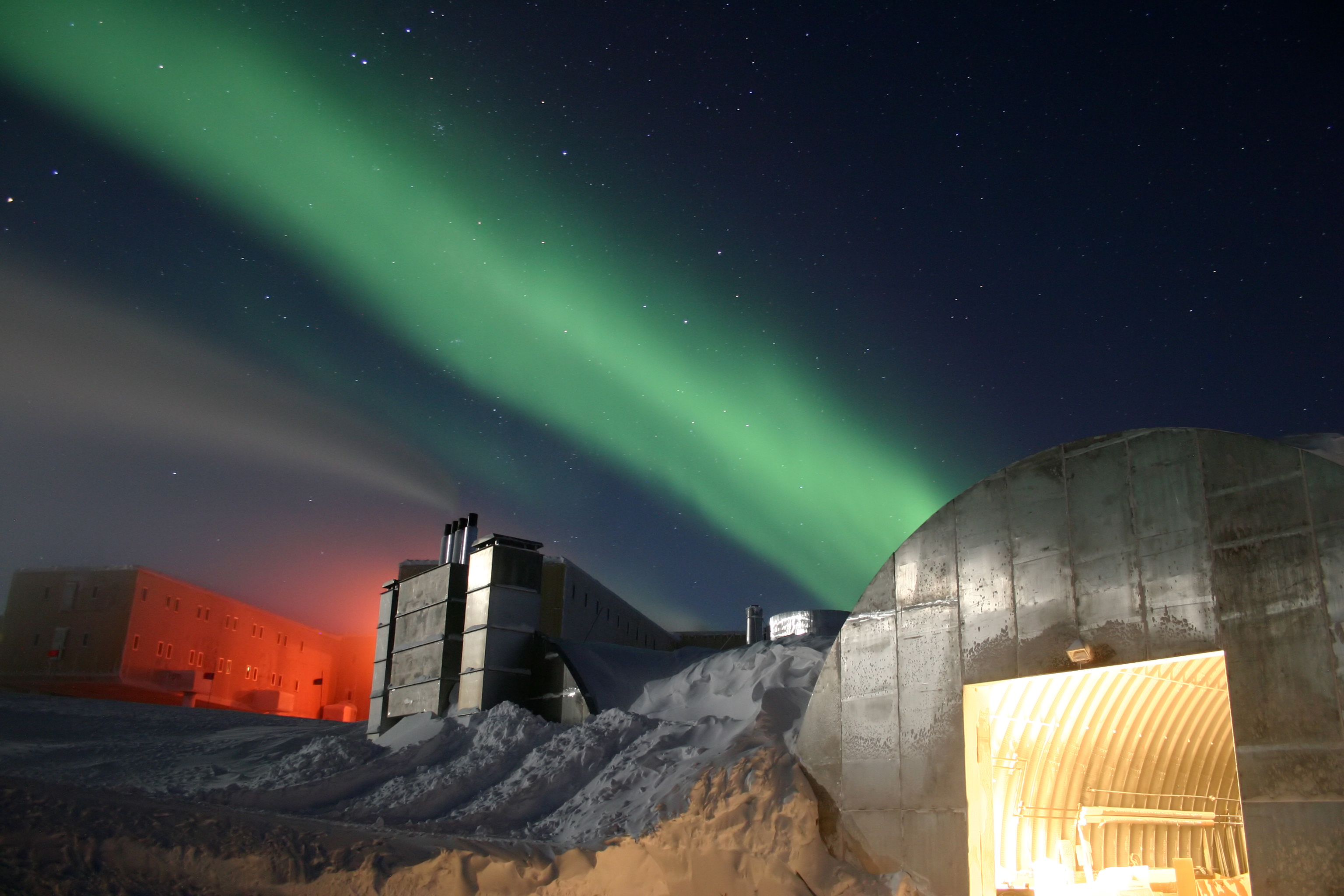
Aurora austral vista a partir da Estação Polo Sul Amundsen-Scott na Antártida

Em latitudes do hemisfério norte é conhecida como aurora boreal (nome batizado por Galileu Galilei em 1619, em referência à deusa romana do amanhecer, Aurora, e Bóreas, deus grego, representante dos ventos nortes). A ocorrência deste fenômeno depende da atividade das fulgurações solares. Em latitudes do hemisfério sul é conhecida como aurora austral, nome batizado por James Cook, uma referência direta ao fato de estar ao Sul.

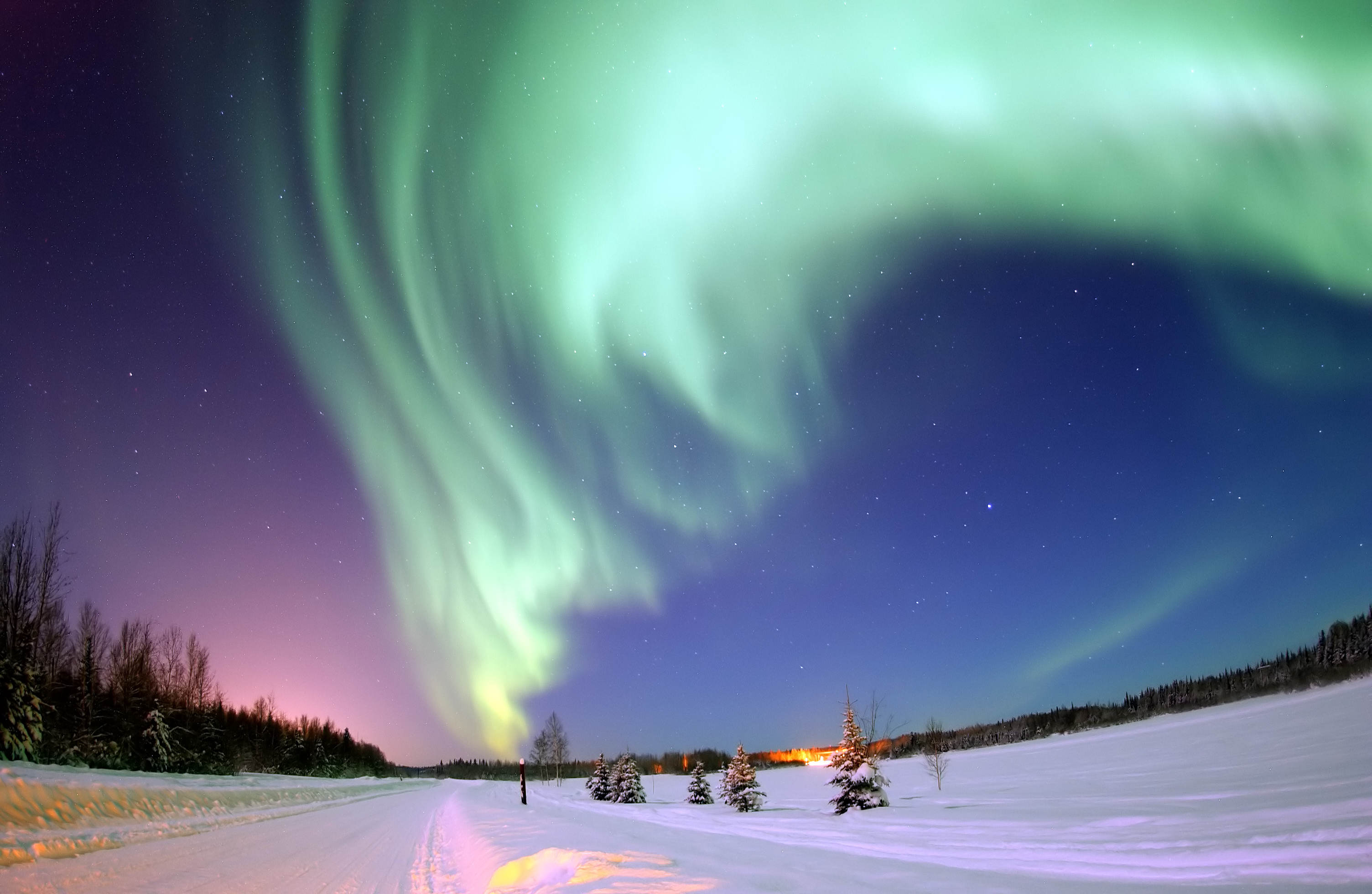
Aurora boreal no Alasca, Estados Unidos

O fenômeno não é exclusivo somente ao planeta Terra, sendo também observável em outros planetas do sistema solar como Júpiter, Saturno, Marte e Vênus. Da mesma maneira, o fenômeno não é exclusivo da natureza, sendo também reproduzível artificialmente através de explosões nucleares ou em laboratório.

## Mecanismo
A aurora aparece tipicamente tanto como um brilho difuso quanto como uma cortina estendida em sentido horizontal. Algumas vezes são formados arcos que podem mudar de forma constantemente. Cada cortina consiste de vários raios paralelos e alinhados na direção das linhas do campo magnético, sugerindo que o fenômeno no nosso planeta está alinhado com o campo magnético terrestre. Da mesma forma a junção de diversos fatores pode levar à formação de linhas aurorais de tonalidades de cor específicas.[carece de fontes?]

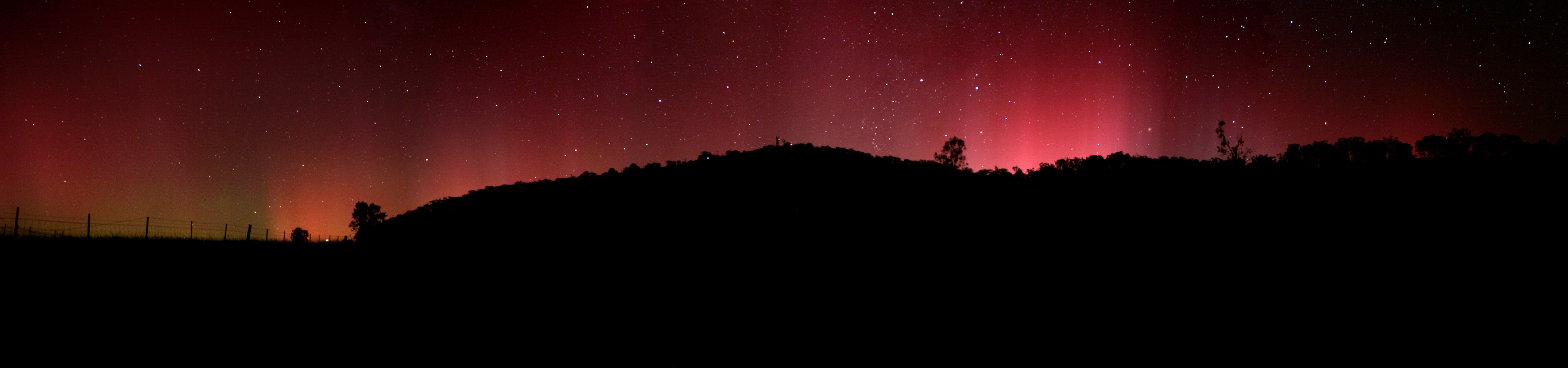
Aurora austral registrada às 22h50 (hora local) em Lakes Entrance, Victoria, Austrália

### Aurora polar terrestre
A aurora polar terrestre é causada por elétrons de energia de 1 a 15 keV, além de prótons e partículas alfa, sendo que a luz é produzida quando eles colidem com átomos da atmosfera do planeta, predominantemente oxigênio e nitrogênio, tipicamente em altitudes entre 80 e 150 km. Cada colisão emite parte da energia da partícula para o átomo que é atingido, um processo de ionização, dissociação e excitação de partículas. Quando ocorre ionização, elétrons são ejetados, os quais carregam energia e criam um efeito dominó de ionização em outros átomos. A excitação resulta em emissão, levando o átomo a estados instáveis, sendo que estes emitem luz em frequências específicas enquanto se estabilizam. Enquanto a estabilização do oxigênio leva até um segundo para acontecer, o nitrogênio estabiliza-se e emite luz instantaneamente. Tal processo, que é essencial para a formação da ionosfera terrestre, é comparável ao de uma tela de televisão, no qual elétrons atingem uma superfície de fósforo, alterando o nível de energia das moléculas e resultando na emissão de luz.
De modo geral, o efeito luminoso é dominado pela emissão de átomos de oxigênio em altas camadas atmosféricas (em torno de 200 km de altitude), o que produz a tonalidade verde. Quando a tempestade é forte, camadas mais baixas da atmosfera são atingidas pelo vento solar (em torno de 100 km de altitude), produzindo a tonalidade vermelho escura pela emissão de átomos de nitrogênio (predominante) e oxigênio. Átomos de oxigênio emitem tonalidades de cores bastante variadas, mas as predominantes são o vermelho e o verde.
O fenômeno também pode ser observado com uma iluminação ultravioleta, violeta ou azul, originada de átomos de nitrogênio, sendo que a primeira é um bom meio para observá-lo do espaço (mas não em terra firme, pois a atmosfera absorve os raios UV). O satélite da NASA Polar já observou o efeito em raios X, sendo que a imagem mostra precipitações de elétrons de alta energia.
A interação entre moléculas de oxigênio e nitrogênio, ambas gerando tonalidades na faixa do verde, cria o efeito da "linha verde auroral", como evidenciado pelas imagens da Estação Espacial Internacional. Da mesma forma a interação entre tais átomos pode produzir o efeito da "linha vermelha auroral", ainda que mais raro e presente em altitudes mais altas.

Representação esquemática da magnetosfera da Terra

A Terra é constantemente atingida por ventos solares, um fluxo rarefeito de plasma quente (gás de elétrons livres e cátions) emitidos pelo Sol em todas as direções, um resultado de milhões de graus de temperatura da camada mais externa da estrela, a coroa solar. Durante tempestades magnéticas os fluxos podem ser bem mais fortes, assim como o campo magnético interplanetário entre os dois corpos celestes, causando distúrbios pela ionosfera em resposta às tempestades. Tais distúrbios afetam a qualidade da comunicação por rádio ou de sistemas de navegação, além de causar danos para astronautas em tal região, células solares de satélites artificiais, no movimento de bússolas e na ação de radares. A resposta da ionosfera é complexa e de difícil modelagem, dificultando a predição para tais eventos.
A magnetosfera terrestre é uma região do espaço dominada por seu campo magnético. Ela forma um obstáculo no caminho do vento solar, causando sua dispersão em sua volta. Sua largura é de aproximadamente 190 000 km, e do lado oposto ao sol uma longa cauda magnética é estendida para distâncias ainda maiores.
As auroras geralmente são confinadas em regiões de formato oval, próximas aos polos magnéticos. Quando a atividade do efeito está calma, a região possui um tamanho médio de 3 000 km, podendo aumentar para 4 000 ou 5 000 km quando os ventos solares são mais intensos.
A fonte de energia da aurora é obtida pelos ventos solares fluindo pela Terra. Tanto a magnetosfera quanto os ventos solares podem conduzir eletricidade. É conhecido que se dois condutores elétricos ligados por um circuito elétrico são imersos em um campo magnético e um deles move-se relativamente ao outro, uma corrente elétrica será gerada no circuito. Geradores elétricos ou dínamos fazem uso de tal processo, mas condutores também podem ser constituídos de plasmas ou ainda outros fluidos. Seguindo a mesma ideia, o vento solar e a magnetosfera são fluidos condutores de eletricidade com movimento relativo, e são capazes de gerar corrente elétrica, que originam tal efeito luminoso.
Como os polos magnético e geográfico do nosso planeta não estão alinhados, da mesma forma as regiões aurorais não estão alinhadas com o polo geográfico. Os melhores pontos (chamados pontos de auge) para a observação de auroras encontram-se no Canadá para auroras boreais e na ilha da Tasmânia ou sul da Nova Zelândia para auroras austrais.

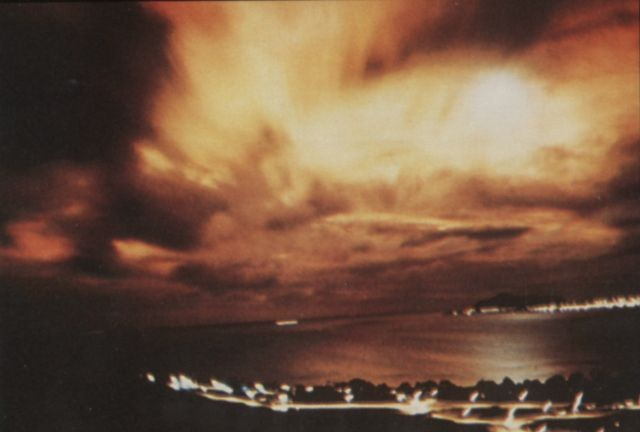
Aurora formada pelo teste nuclear estadunidense Starfish Prime

### Aurora artificial
As auroras também podem ser formadas através de explosões nucleares em altas camadas da atmosfera (em torno de 400 km). Tal fenômeno foi demonstrado pela aurora artificial criada pelo teste nuclear estadunidense Starfish Prime em 9 de julho de 1962. Nessa ocasião o céu da região do Oceano Pacífico foi iluminado pela aurora por mais de sete minutos. Tal efeito foi previsto pelo cientista Nicholas Christofilos, que havia trabalhado em outros projetos sobre explosões nucleares. De acordo com o veterano estadunidense Cecil R. Coale, alguns hotéis no Havaí ofereceram festas da bomba de arco-íris em seus telhados para acompanhar o Starfish Prime, contradizendo relatórios oficiais que indicavam que a aurora artificial era inesperada. O fenômeno também foi registrado em filme nas Ilhas Samoa, em torno de 3 200 km distante da ilha Johnston, local da explosão.
As simulações do efeito em laboratório começaram a ser feitas no final de século XIX pelo cientista norueguês Kristian Birkeland, que provou, utilizando uma câmara de vácuo e uma esfera, que os elétrons eram guiados em tal efeito para as regiões polares da esfera. Recentemente, pesquisadores conseguiram criar um efeito auroral modesto visível da terra ao emitir raios de rádio no céu noturno, tomando uma coloração verde. Da mesma forma que o fenômeno natural, as partículas atingiam a ionosfera, excitando os elétrons no plasma. Com a colisão dos elétrons com a atmosfera terrestre as luzes eram emitidas. Tal experimento também aumentou o conhecimento dos efeitos da ionosfera nas comunicações por rádio.

### Aurora em outros planetas

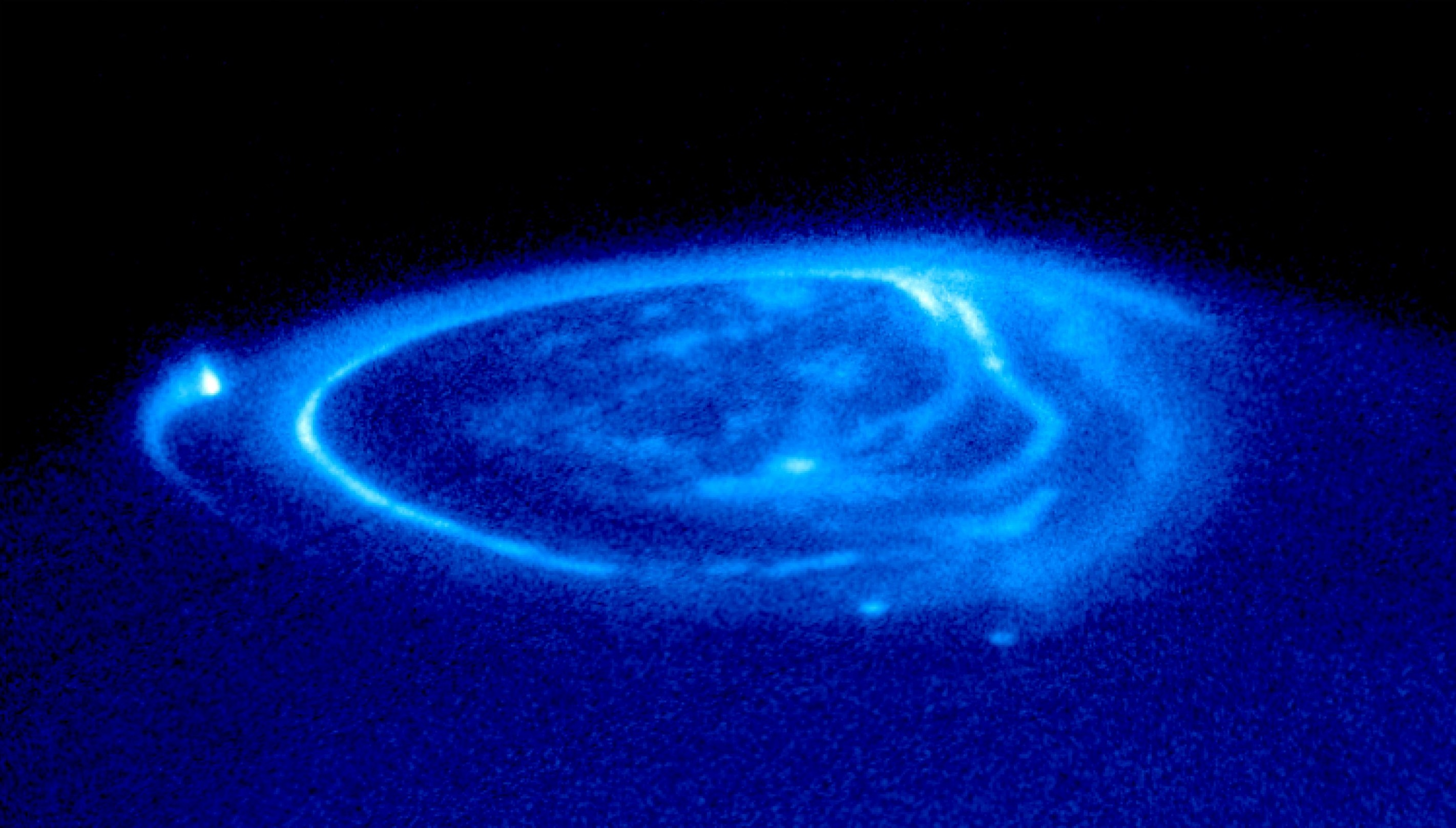
Aurora em Júpiter. O ponto luminoso no extremo esquerdo é o final do campo magnético de Io, enquanto os pontos abaixo estão relacionados a Ganímedes e Europa

Tanto Júpiter quanto Saturno também possuem campos magnéticos muito mais fortes que os terráqueos (Urano, Neptuno e Mercúrio também são magnéticos) e ambos possuem grandes cintos de radiação. O efeito da aurora polar vem sendo observado em ambos, mais claramente com o telescópio Hubble.
Tais auroras parecem ser originadas do vento solar. Por outro lado, as luas de Júpiter, em especial Io, também são fontes poderosas de auroras. Elas são formadas a partir de correntes elétricas pelo campo magnético, geradas pelo mecanismo de dínamo relativo ao movimento entre a rotação do planeta e a translação de sua lua. Particularmente, Io possui vulcões ativos e ionosfera, e suas correntes geram emissão de rádio, que vêm sendo estudadas desde 1955.
Como as terrestres, as auroras de Saturno criam regiões ovais totais ou parciais em torno do polo magnético. Por outro lado, as auroras daquele planeta costumam durar por dias, diferente das terrestres que duram por alguns minutos somente. Evidências mostram que a emissão de luz nas auroras de Saturno contam com a participação da emissão de átomos de hidrogênio.
Uma aurora foi recentemente detetada em Marte pela sonda espacial Mars Express durante suas observações do planeta em 2004, com resultados publicados no ano seguinte. Marte possui um campo magnético mais fraco que o terrestre, e até então pensava-se que a falta de um campo magnético forte tornaria tal efeito impossível. Foi percebido que o sistema de auroras de Marte é bastante parecido com o da Terra, sendo comparável às nossas tempestades de baixa e média intensidade. Como o planeta está sempre direcionado para o nosso planeta com seu lado diurno, a observação de auroras é somente possível através de espaçonaves investigando o lado noturno do planeta vermelho e nunca a partir da Terra.
Vênus, que não possui um campo magnético, apresenta também o fenômeno, no qual as partículas da atmosfera são diretamente ionizadas pelos ventos solares, fenômeno também presente na Terra.

## Histórico de pesquisas
As auroras boreais vêm sendo estudadas cientificamente desde o século XVII. Em 1621, o astrônomo francês Pierre Gassendi descreveu o fenômeno observado no sul da França. No mesmo ano, o astrônomo italiano Galileu Galilei começou a investigar o fenômeno como parte de um estudo sobre o movimento dos astros celestes. Como seu raio de estudo limitava-se à Europa, o fato de verificar o fenômeno no norte do continente levou-o a batizá-lo aurora boreal. No século XVIII o navegador inglês James Cook presenciou no Oceano Índico o mesmo fenômeno de Galileu, batizando-o aurora austral. A partir de então ficou claro que o efeito não era exclusivo do hemisfério norte terrestre, criando-se a denominação aurora polar. Na mesma época, o astrônomo britânico Edmond Halley suspeitou que o campo magnético terrestre estivesse relacionado com a formação de auroras boreais. Em 1741, Olof Hiorter e Anders Celsius foram os primeiros a noticiar evidências do controle magnético quando existiam observações de auroras.

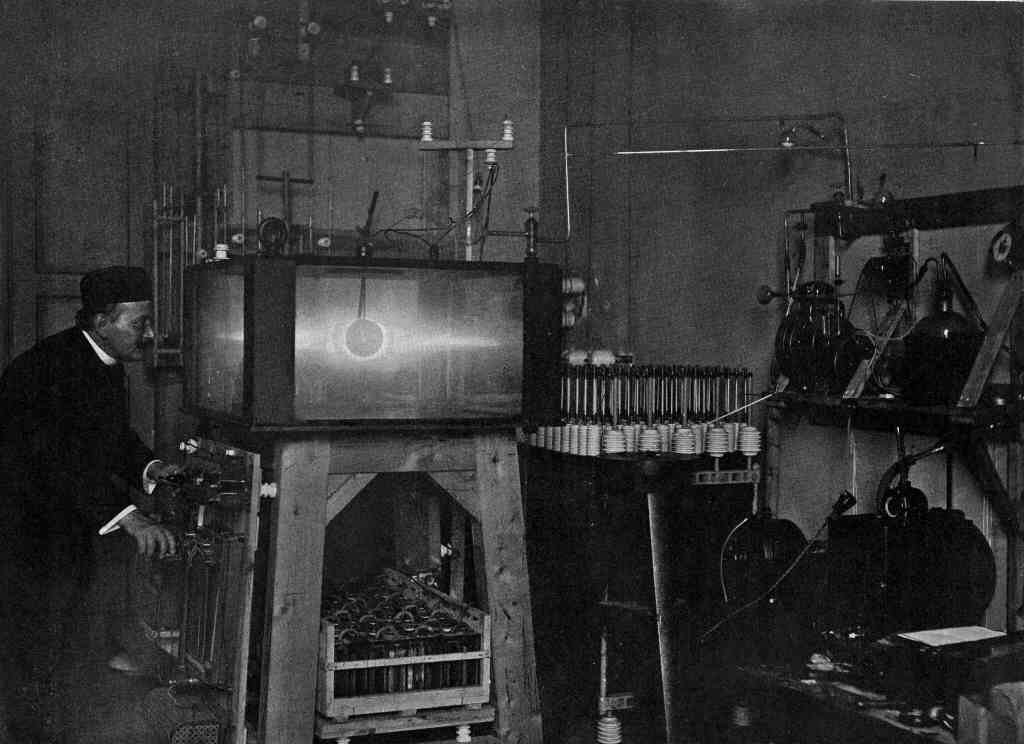
O experimento de Kristian Birkeland com câmaras de vácuo

Henry Cavendish, em 1768, calculou a altitude no qual o fenômeno ocorre, mas somente em 1896 uma aurora foi reproduzida em laboratório por Kristian Birkeland. O cientista, cujos experimentos em câmara de vácuo com raios de elétrons e esferas magnéticas mostravam que tais elétrons era guiados para as regiões polares, propôs por volta de 1900 que os elétrons da aurora são originados de raios solares. Esse modelo possui problema devido à falta de evidências no espaço, tornando-se obsoleto em pesquisas atuais. Birkeland também deduziu em 1908 que as correntes de magnetismo fluíam na direção leste-oeste.
Mais evidências na conexão com com o campo magnético são os registros estatísticos das auroras polares. Elias Loomis (1860) e posteriormente mais detalhadamente Hermann Fritz (1881) estabeleceram que a aurora aparece principalmente  em uma região em forma de anel com raio de aproximadamente 2 500 km em volta do polo magnético terrestre. Loomis também foi responsável por descobrir a relação da aurora com a atividade solar, ao observar que entre 20 e 40 horas mais tarde de uma erupção solar, noticiava-se o aparecimento de auroras boreais no Canadá.

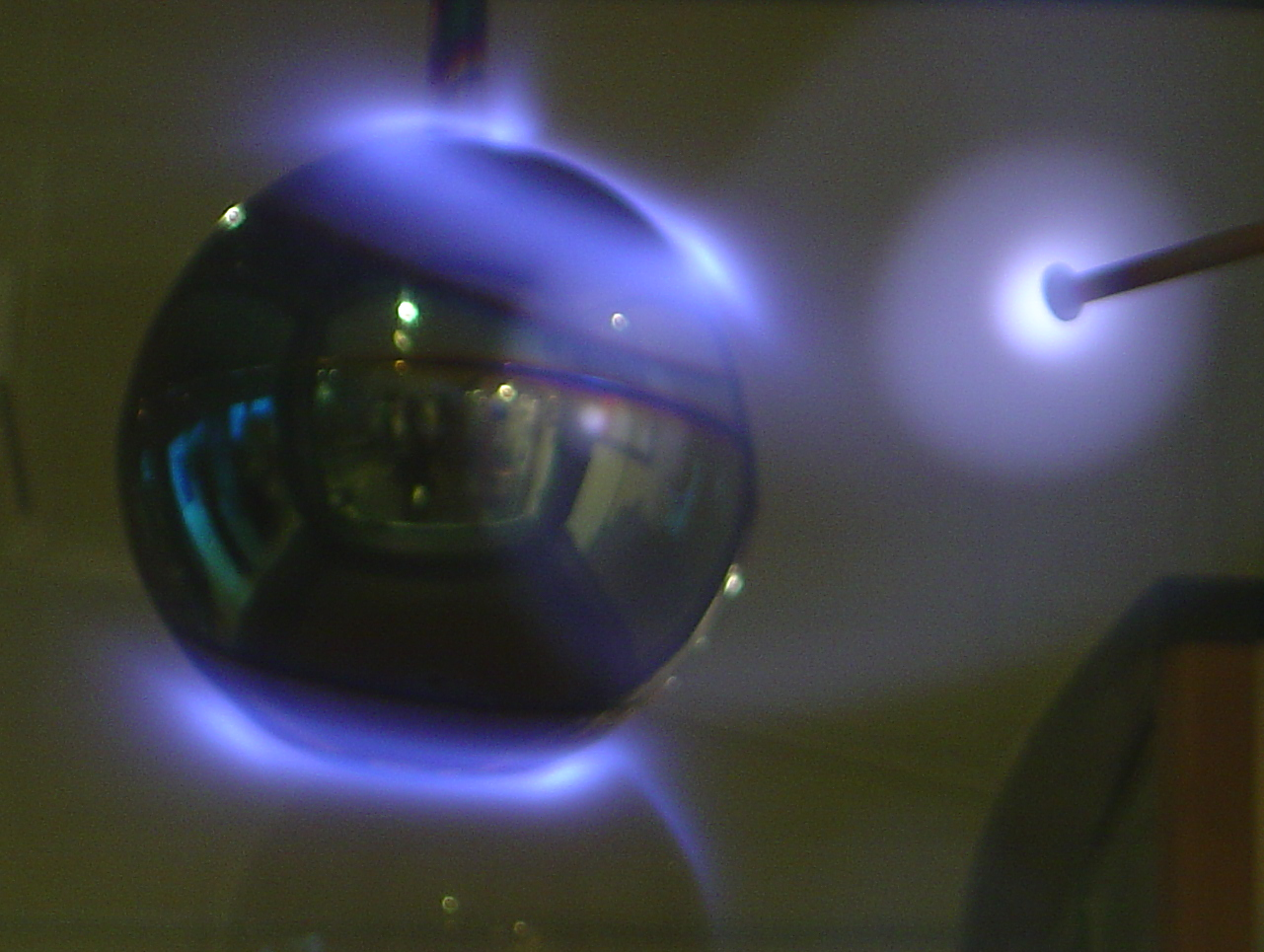
Aurora polar produzida em laboratório

Os trabalhos de Carl Stormer no campo do movimento de partículas eletrificadas em um campo magnético facilitaram a compreensão do mecanismo de formação das luzes do norte. A partir da década de 1950 descobriu-se a emissão de matéria pelo Sol, a qual foi chamada vento solar, efeito que também explica o fato das caudas de cometas estarem sempre opostas ao Sol. Tal teoria foi formulada pelo físico estadunidense Newman Parker em 1957, tendo sido comprovada no ano seguinte pelo satélite Explorer I. A partir de então, a exploração espacial permitiu não somente um aumento do conhecimento sobre as auroras terrestres, mas também a observação do fenômeno em outros planetas como Júpiter e Saturno.
James Van Allen provou, por volta de 1962, ser falsa a teoria que a aurora era o excesso do cinturão de radiação. Ele mostrou que a alta taxa de dissipação da energia da aurora iria rapidamente secar todo o cinturão de radiação. Logo após tornou-se claro que a maioria da energia era composta de cátions, enquanto que as partículas da aurora são quase sempre elétrons com relativa baixa energia.
Em 1972 foi descoberto que a aurora e suas correntes de magnetismo associadas também produzem uma forte emissão de rádio em torno de 150 kHz, efeito observável do espaço somente.

## O fenômeno na cultura popular

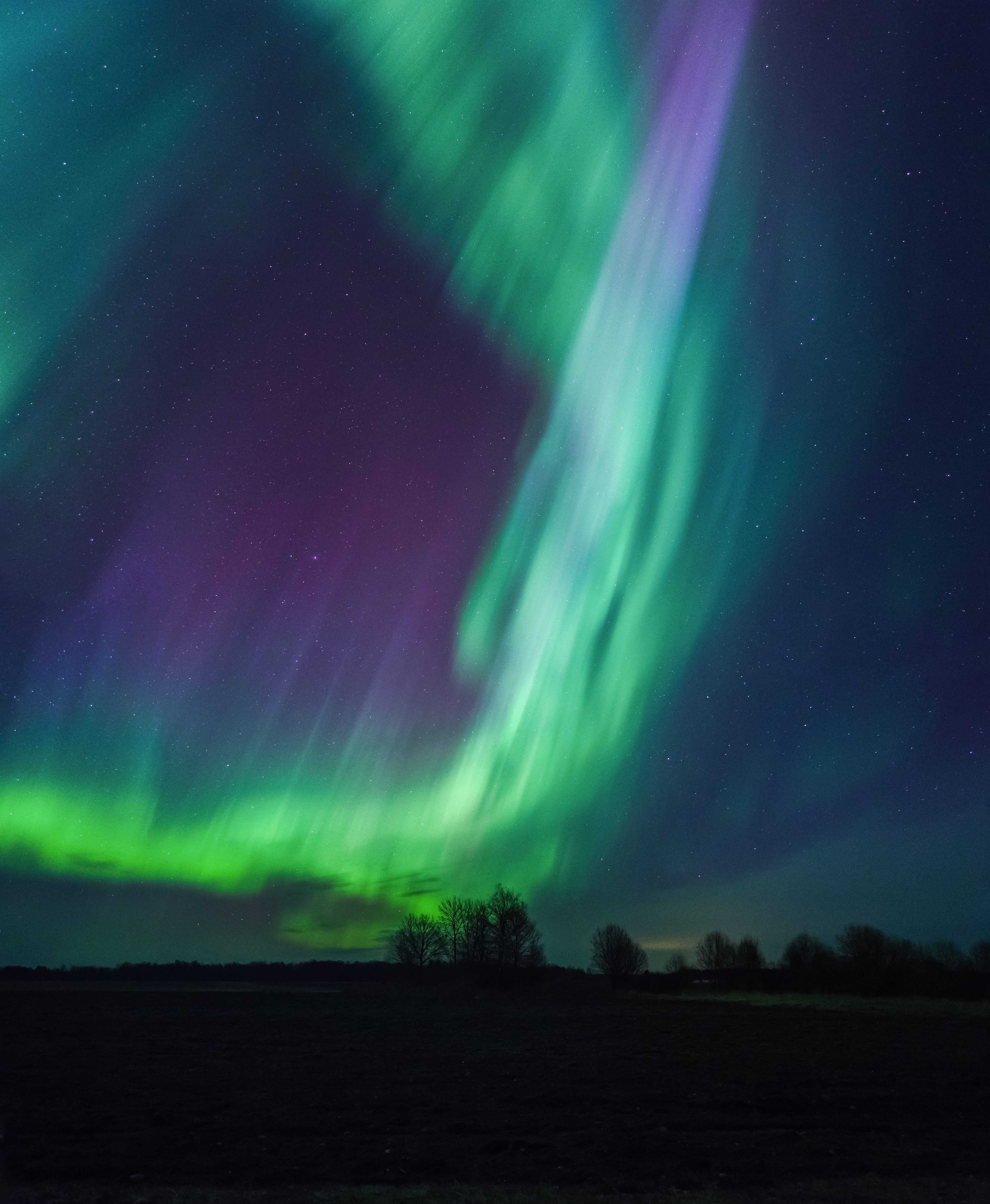
Aurora boreal na Estônia

### Sons da aurora
Através da história as pessoas vêm escrevendo e falando sobre sons associados às imagens da aurora. O explorador dinamarquês Knud Rasmussen mencionou tal efeito em 1932 enquanto descrevia tradições folclóricas dos esquimós da Gronelândia. Os mesmos sons no mesmo contexto são mencionados pelo antropólogo canadense Ernest Hawkes em 1916. Públio Cornélio Tácito, um historiador da Roma antiga, escreveu em sua obra Germânia que os habitantes da Germânia aclamavam escutá-los da mesma maneira.
Atualmente várias pessoas continuam reportando tais sons, ainda que suas gravações nunca tenham sido publicadas, e que existam problemas científicos com a ideia de sons originados de auroras serem ouvidos. A energia das auroras e outros fatores tornam improváveis que sons atinjam o solo, e a coincidência dos sons com as mudanças visíveis da aurora entram em conflito com o tempo de propagação necessário para que o som possa ser ouvido. Algumas pessoas especulam que fenômenos eletrostáticos induzidos por auroras possam explicar os sons.

### Aurora no folclore

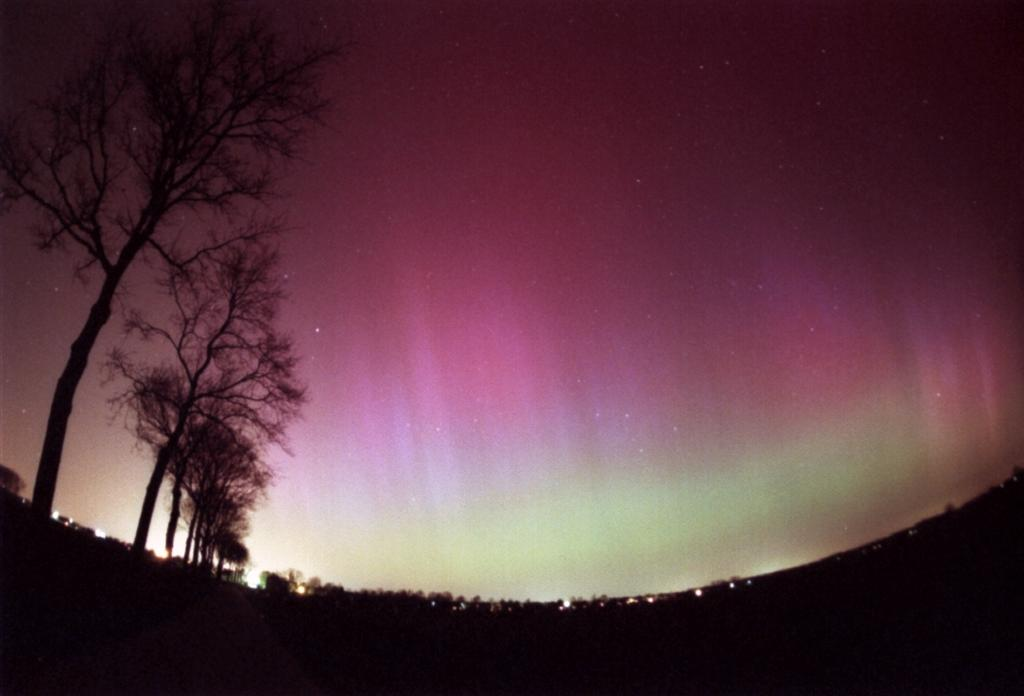
Aurora boreal

Em Mitologia de Bulfinch (1855) por Thomas Bulfinch existe uma citação da mitologia nórdica:
| “ | As Valquírias são virgens da guerra, montadas em cavalos e armadas com elmos e lanças. /.../ Quando elas cavalgam adiante em sua mensagem, suas armaduras derramam uma luz estranha que bruxuleia, que acende por cima dos céus do norte, fazendo o que os homens chamam "aurora borealis", ou "Luzes do Norte". | ” |

Apesar de uma descrição marcante, não há citações na literatura escandinava que apoiem tal afirmação. Embora a atividade auroral seja comum na região na qual situam-se a Escandinávia e a Islândia, é possível que o polo norte magnético estivesse consideravelmente mais longe dessa região nos séculos anteriores à documentação da mitologia, assim explicando a falta de referências.
A primeira citação na mitologia nórdica de norðurljós é encontrada na crônica Konungs Skuggsjá (1250). Seu autor havia ouvido falar sobre o fenômeno de compatriotas retornando da Groelândia, e fornece três explicações: que o oceano estava rodeado de fogos vastos, que os raios solares podiam atingir o "lado noturno" do mundo ou que as geleiras podiam armazenar energia de forma a tornarem-se eventualmente fluorescentes.

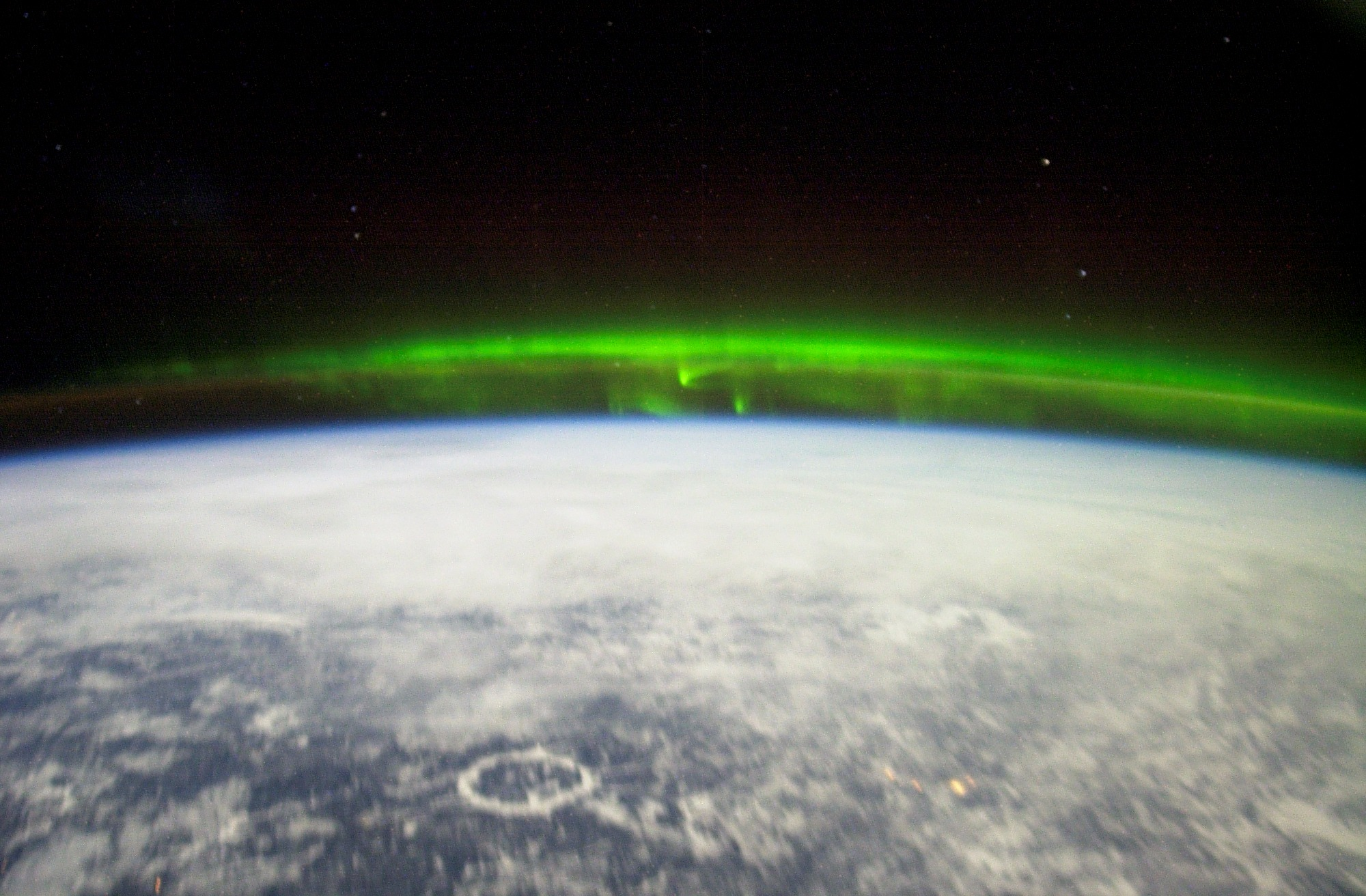
Aurora boreal vista da Estação Espacial Internacional

Um antigo nome escandinavo para as Luzes do Norte é traduzido como relâmpago de arenque. Acreditava-se que as luzes fossem reflexos lançados por grandes cardumes de arenques para o céu. Outra fonte escandinava refere-se a fogos que rodeiam os extremos norte e sul do mundo. Isso coloca em evidência que os nórdicos chegaram a se aventurar até a Antártica, ainda que somente uma citação seja insuficiente para formar uma conclusão sólida.
O nome finlandês para a aurora é revontulet, que significa fogos de raposa. De acordo com a lenda, as raposas feitas de fogo viviam na Lapónia, e revontulet eram as faíscas que elas arremessavam para a atmosfera com seus rabos.
Em estoniano é chamado virmalised, espíritos dos altos reinos. Em algumas lendas eles possuem caráter negativo enquanto noutras positivo.
Os lapões acreditava que deveria se ter cuidado e silêncio ao observar as estrelas do norte (chamadas guovssahasat em sua língua), senão elas poderiam descer e matar o observador. Já os algonquinos acreditavam que as luzes eram seus ancestrais dançando ao redor de um fogo cerimonial. No folclore inuit, a aurora boreal era composta por espíritos de mortos jogando futebol com uma caveira de morsa pelo céu. Eles também utilizavam a aurora para chamar seus filhos para casa antes da escuridão, clamando que se a pessoa fizesse sons em sua presença ela baixaria e a queimaria.

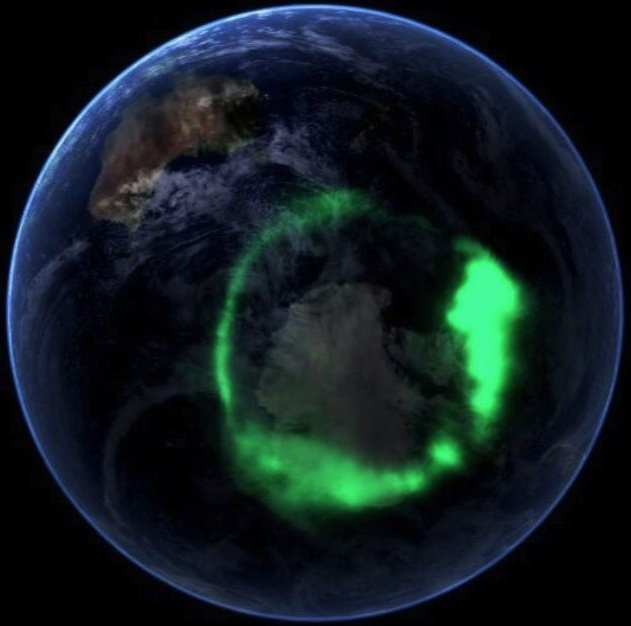
Imagem de uma aurora austral capturada em 2005 pelo satélite da NASA IMAGE, sobreposta digitalmente com uma imagem da Terra

No folclore letão, especialmente se a cor vermelha era observada, acreditava-se que se tratasse de almas de guerreiros mortos, um agouro de desastre, como guerra ou fome. No folclore chinês acredita-se que as auroras trazem nascimentos em um período próximo.
É creditada como uma referência às auroras uma citação bíblica do livro de Ezequiel:
| “ | Olhei, e eis que um vento tempestuoso vinha do norte, uma grande nuvem, com um fogo que emitia de contínuo labaredas, e um resplendor ao redor dela; e do meio do fogo saía uma coisa como o brilho de âmbar. | ” |

### Aurora na mídia
As auroras já foram bastante referenciadas no cinema, como no filme animado Happy Feet, que se passa na Antártica e apresenta uma aurora austral. Já uma aurora boreal causou uma anomalia temporária no filme de 2000 Frequency, com Dennis Quaid. Como resultado, um filho conseguiu comunicar-se com seu pai por rádio amador trinta anos no passado e alterou a curso da história. No primeiro livro da trilogia His Dark Materials, a Aurora Boreal permite ver um outro mundo através dela.
Na música e na poesia o fenômeno também desperta atenção. O poeta estadunidense Wallace Stevens nomeou "The Auroras of Autumn" (que significa "As Auroras de Outono" em inglês) um de seus longos poemas e a coleção de poemas de 1950 no qual ele apareceu. As luzes do norte são mencionadas na canção "Amber Waves" da cantora e compositora estado-unidense Tori Amos; também são o tema da canção de 1978 de mesmo nome da banda de folk rock Renaissance. O músico Neil Young refere-se à aurora boreal em sua canção "Pocahontas", retirada do álbum Rust Never Sleeps. As bandas finlandesas The Rasmus e Kiuas também mencionam o fenômeno nas canções "Still Standing" e "Warrior Soul", retirada do álbum de 2003 Dead Letters. A banda Foo Fighters tem uma música chamada "Aurora" no seu disco There Is Nothing Left To Lose. O álbum Vespertine, da cantora islandesa Björk, traz uma faixa intitulada "Aurora", na qual Björk personifica este fenômeno natural como uma deidade feminina.
No jogo eletrônico The X-Files: The Game as "luzes" são utilizadas pelo Governo Federal dos Estados Unidos da América para esconder a existência de vida extraterrestre e OVNIs. Nos quadrinhos,  uma membra do time de super heróis Alpha Flight da Marvel Comics é chamada Aurora como referências às luzes do norte.
Em desenho infantil da Disney, os Mini Einsteins, a aurora boreal é enfatizada em dois episódios: "A fuga dos instrumentos fada" e "A aurora boreal".
No anime Saint Seiya (Os Cavaleiros do Zodíaco, no Brasil), duas técnicas fazem referência a aurora boreal: o "Aurora Thunder Attack" (Trovão Aurora Ataque) e a "Aurora Execution" (Execução Aurora).

## Galeria

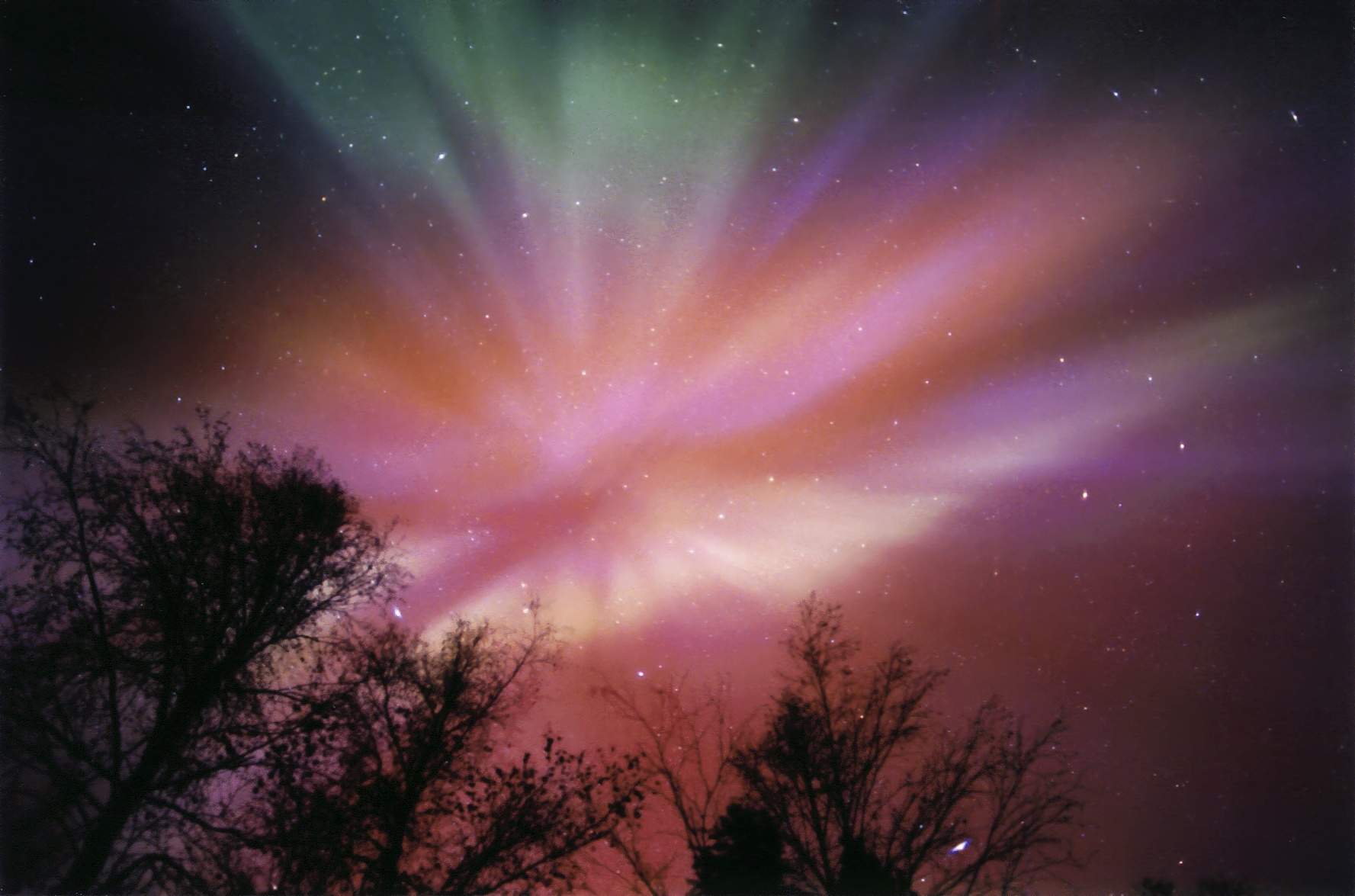
Uma corona auroral
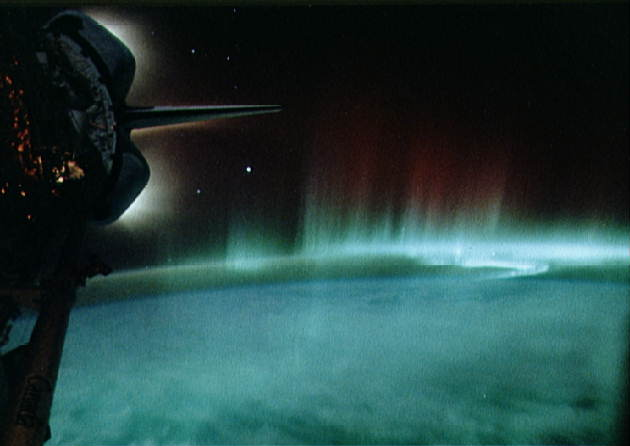
Auroral boreal vista da Estação Espacial Internacional
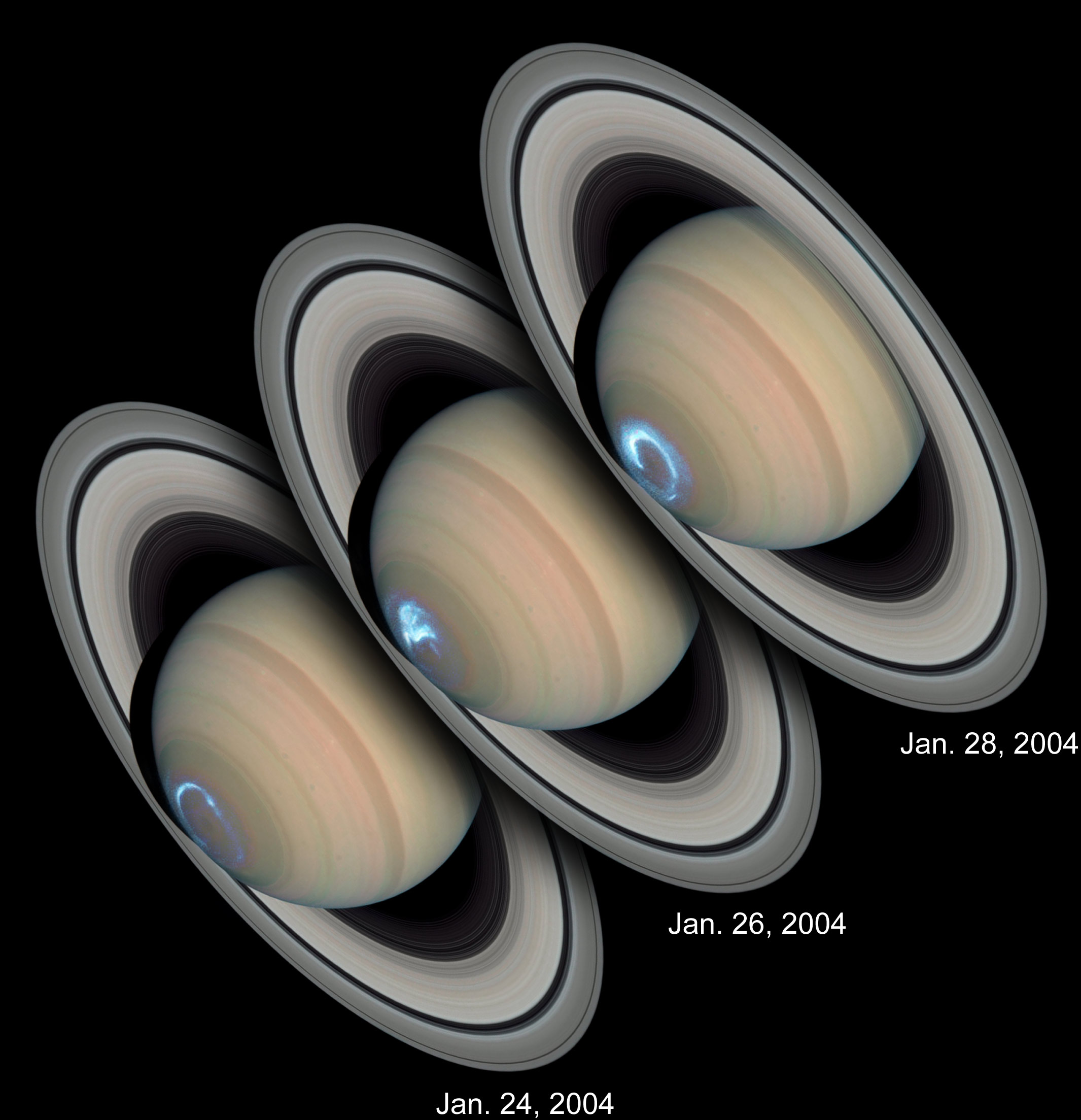
Três momentos de uma aurora em Saturno capturados pelo telescópio Hubble
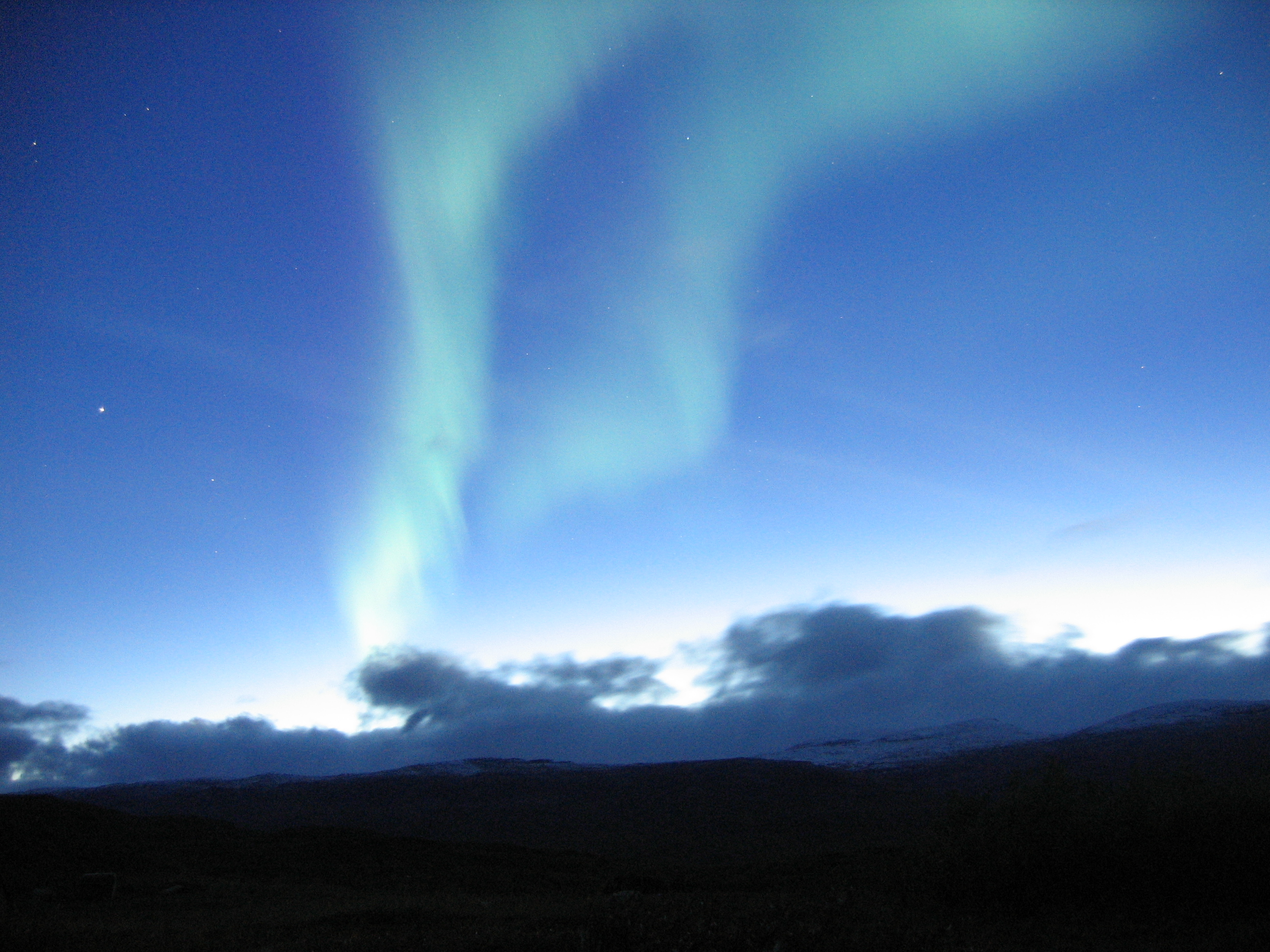
Aurora boreal capturada na Suécia